# دوگرن
دوگرن (به آلمانی: Dogern) یک شهر در آلمان است که در والدسهوت واقع شده‌است. دوگرن ۲٬۳۱۹ نفر جمعیت دارد.

## خواهرخوانده
شهر Le Grand-Lemps خواهرخواندهٔ دوگرن هست.